# Kuujjuarapik (terre réservée inuite)
Pour Kuujjuarapik (village nordique), voir Kuujjuarapik.
Kuujjuarapik est une terre réservée inuit faisant partie de l'administration régionale Kativik, dans la région administrative du Nord-du-Québec, au Québec (Canada). 
Kuujjuarapik est également le nom d'un village nordique du Québec.